# هاوارد گاردنر

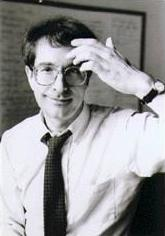
نگارهٔ هاوارد گاردنر در سنین جوانی

هاوارد گاردنر (به انگلیسی: Howard Earl Gardner) روانشناس رشد و استاد دانشگاه هاروارد در کشور آمریکا است.  
گاردنر صدها مقاله علمی و بالغ بر بیست کتاب نوشته است. معروفیت او بیشتر به خاطر “نظریه هوش‌های چندگانه“ است.  
گاردنر با توجه به تعریفی که از هوش مطرح می‌کند، نمی‌تواند بپذیرد که هوش صرفاً به هوش ریاضی (همان چیزی که نام IQ می‌شناسیم) محدود شود. چون حل مسائل اجتماعی و تولید محصولات ارزشمند، می‌تواند بر پایه‌ی توانمندی‌های بسیار متفاوتی انجام شود. 
بر این اساس،‌ او بحث هوش چندگانه (Multiple Intelligences) را مطرح کرد و پیشنهاد می‌کند که هوش‌های انسانی را می توان در هشت گروه طبقه بندی کرد:
- Musical / Rhythmic (هوش موسیقایی و ریتم)
- Visual / Spatial (هوش دیداری – فضایی)
- Verbal / Linguistic (هوش کلامی – زبانی)
- Logical / Mathematical (هوش منطقی – ریاضی)
- Bodily / Kinesthetic (هوش بدنی – جنبشی)
- Intrapersonal (هوش درون فردی)
- Interpersonal (هوش میان-فردی)
- Naturalistic (هوش طبیعت گرایی و درک طبیعت)

الگوی هوش چندگانه گاردنر بعدها تکمیل‌تر شد و او پیشنهاد کرد که هوش وجودی (Existential) و هوش اخلاقی (Moral) هم به فهرست هوش های چندگانه اضافه شوند و به این ترتیب مدل هوش‌های ده‌گانه شکل گرفت.
وی هم‌اکنون مدیر ارشد پروژه‌ی «زیرو» (به انگلیسی: Project Zero) و همچنین از سال ۱۹۹۵ در پروژه‌ی «گود» (به انگلیسی: Good Project) همکاری داشته است.
هاوارد گاردنر ۳۱ مدرک افتخاری از دانشگاه‌ها و موسسات مختلف جهان (کانادا، بلغارستان، شیلی، یونان، هنگ کنگ، ایرلند، اسرائیل، ایتالیا، کره جنوبی و اسپانیا) دارد.

## زندگی‌نامه
گاردنر در ۱۱ ژوئیه ۱۹۴۳ در اسکرانتون، پنسیلوانیا متولد شد. 
پدر و مادر وی از مهاجرین آلمانی-یهودی بودند که به امریکا مهاجرت کردند. گاردنر کودکی خود را چنین توصیف می‌کند: «یک کودک درس‌خوان که از نواختن پیانو لذت فراوان می‌برد».